# ラートゥール
ラートゥール（マラーティー語：लातूर Lātūr、英語：Latur）は、インドのマハーラーシュトラ州、ラートゥール県の都市。市の面積は117.78 km2。

## 歴史
8世紀から10世紀にかけてデカン地方を支配したラーシュトラクータ朝の時代に建設された。
19世紀後半、ラートゥールはニザーム藩王国に併合され、1948年までその領土であった。
1993年、ラトゥール地震発生。